# Лорето, Жозе
Жозе Лорето (Лорету) (порт. José Loreto; 27 мая 1984, Нитерой, Рио-де-Жанейро) — бразильский актёр.

## Биография
Жозе Лорето родился 27 мая 1984 года в Рио-де-Жанейро. Дебютировал в кино[когда?]. Впервые на телевидении появился в 2005 году, исполнив персонажа Маркан в новелле «Malhação». Через некоторое время он переехал в Голливуд, в Соединённые Штаты.
Популярность пришла к актёру после роли Дарксона в новелле «Проспект Бразилии».

## Личная жизнь
В 2012 году актёр начал отношения с коллегой по новелле — Деборой Насименту, о чём пара заявила в программе Domingão Faustão.

## Фильмография
- Вторая дама / A Segunda Dama — Kaíke Rocha (2014)
- Буги Уги / Boogie Oogie — Pedro (2014)
- Карибский цветок / Flor do Caribe - Candinho (2013)
- Проспект Бразилии / Avenida Brasil — Darkson (2012)
- Мачо / Macho Man (2011)
- Закон силы / Forca-Tarefa (2009 – 2011)
- Три сестры / Tres Irmas — Mamute (2008 – 2009)
- Мутанты / Os Mutantes — Scorpio (2008)
- Malhação — Marcao (2007)
- Видео шоу / Video Show — Darkson (2006)